# Dianthus angrenicus
Dianthus angrenicus là loài thực vật có hoa thuộc họ Cẩm chướng. Loài này được Vved. mô tả khoa học đầu tiên năm 1941.